# Los zancos (película)
Los zancos es una película dramática de 1984, dirigida por Carlos Saura, que la escribió junto a Fernando Fernán Gómez; en la fotografía estuvo Teo Escamilla y los protagonistas son Fernando Fernán Gómez, Laura del Sol y Antonio Banderas. La película se rodó en Galapagar y Torrelodones, ambas poblaciones se encuentran en la Comunidad de Madrid, España. El filme se estrenó el 12 de septiembre de 1984. 

## Sinopsis
Después de haber fallecido su esposa, Ángel, un profesor universitario anciano ya, se muda a un pueblo muy cercano a Madrid, para encontrar algo de tranquilidad que alivie su pena. Tiene como vecinos a Teresa y Alberto, que organizan un grupo de teatro amateur, "Los zancos". Teresa impide que Ángel se quite la vida e intenta sumarlo en la comunidad. Ángel se enamora de la chica y arma una obra de teatro en la que expone todo lo que siente por ella.